# Thymus komarovii
Thymus komarovii — вид рослин родини глухокропивові (Lamiaceae), поширений на сході Росії та в Монголії.

## Опис
Рослина 1–5 см. Стебла чотирикутні. Листки від довгастих до еліптичних, оголені, 2–6 мм, черешкові, на полях залозисті. Суцвіття головчасте, 10–25 мм; чашечка фіолетова, запушена; квіти 6–8 мм, бузкові.

## Поширення
Поширений на сході Росії (Чита, Примор'я, Якутськ) та в Монголії.